# Gurt (ort i Kina, Xinjiang Uygur Zizhiqu, lat 44,55, long 83,91)
Gurt (kinesiska: 古尔图, 古尔图镇) är en ort i Kina. Den ligger i den autonoma regionen Xinjiang, i den nordvästra delen av landet, omkring 300 kilometer väster om regionhuvudstaden Ürümqi. Antalet invånare är 10 618. Befolkningen består av 5 145 kvinnor och 5 473 män. Barn under 15 år utgör 19,0 %, vuxna 15-64 år 75 %, och äldre över 65 år 4,0 %.
Runt Gurt är det glesbefolkat, med 14 invånare per kvadratkilometer. Trakten runt Gurt består i huvudsak av gräsmarker.
Genomsnittlig årsnederbörd är 205 millimeter. Den regnigaste månaden är juli, med i genomsnitt 37 mm nederbörd, och den torraste är februari, med 9 mm nederbörd.